# Délégation de l'Union européenne aux États-Unis
La délégation de l'Union européenne aux États-Unis représente l'Union européenne aux États-Unis, travaillant en collaboration avec les ambassades et consulats des vingt-sept États membres de l'UE.

## Rôle
La délégation de l'Union européenne présente et explique le politique de l'UE, à la fois à l'administration en place qu'au Congrès des États-Unis. Elle analyse également la situation politique, sociale et économique des États-Unis.

## Histoire
Les institutions européennes ont une présence permanente aux États-Unis depuis 1954, la première représentation à l'étranger. Depuis 1964, la CEE puis l'UE a également un bureau à New York dont le but est de représenter la délégation européenne aux Nations unies.

## Équipe
Le représentant permanent est placé à la tête de la délégation. À ce titre, il représente la présidente de la Commission européenne et le président du Conseil européen, sous l'autorité du Haut Représentant de l'Union pour les affaires étrangères et la politique de sécurité.

## Bâtiment
Le 29 septembre 2010, le Haut Représentant de l'Union pour les affaires étrangères et la politique de sécurité et la vice-présidente de la Commission Catherine Ashton ont inauguré le bâtiment qui certifié LEED Gold, délivré par l'U.S. Green Building Council.

## Compléments